# Out of the Depths (film 1914 Julian)
Out of the Depths è un cortometraggio muto del 1914 diretto da Rupert Julian. Il nome del regista appare tra gli interpreti insieme a quelli di Elsie Jane Wilson, Marc B. Robbins, William Smith, Joe King, Betty Schade.

## Trama
Salvato da un relitto arrivato sulla riva di un piccolo villaggio di pescatori, Antoine viene temporaneamente ospitato nella casupola di Jane e di suo padre. Intanto Joe, il fidanzato di Jane, continua a cercare eventuali sopravvissuti, trovando alla fine Guilo. Questi gli dice di essersi trovato a bordo della nave perché voleva vendicare sua sorella. Poi, però, Guilo viene colto da amnesia, lasciando il suo racconto senza altre spiegazioni. Antoine, che nel naufragio ha salvato il suo violino, suona per Jane che resta incantata da quel suono. Joe si accorge che la fidanzata gli sta sfuggendo, presa dal potere della musica. Il giovane, allora, va in città per cercare di imparare anche lui a suonare. Antoine, durante l'assenza di Joe, vorrebbe approfittarne per sposare Jane, ma l'uomo è perseguitato dal rimorso dei suoi misfatti e dal volto di una ragazza che lui ha portato alla perdizione. Il violinista crede che il fratello di lei, che si trovava anche lui sulla nave affondata, sia perito nel naufragio. Ma Guilo è ancora vivo e, rivedendo il violino, gli torna la memoria. Joe, tornato dalla città, trova un posto tranquillo lungo la spiaggia dove vuole esercitarsi prima di rivedere Jane. Lei, in lutto per la sparizione del fidanzato, sta passeggiando sulla riva del mare. Incontra Antoine e lui, con il suono del suo violino, la attira a sé. Prima però che possa baciarla, Guilo, che ha riconosciuto il suo nemico, cerca di aggredirlo. Antoine fugge, inseguito da Guilo: i due entrano in acqua fino a che il mare si richiude sopra di loro. Jane vede Joe, che è uscito dal suo nascondiglio. Lui le racconta dov'è stato e perché. Poi, i due fidanzati si sporgono dalle rocce che si stagliano sul mare, ignorando la tragica fine di Antoine e Guilo.

## Produzione
Il film fu prodotto dalla Rex Motion Picture Company.

## Distribuzione
Distribuito dalla Universal Film Manufacturing Company, il film - un cortometraggio in una bobina - uscì nelle sale cinematografiche statunitensi il 30 agosto 1914.